# イジー・ディーンストビール
イジー・ディーンストビール（Jiří Dienstbier、1937年4月20日 - 2011年1月8日）は、チェコの政治家、ジャーナリスト、反体制活動家、外相（1989-1992）、上院議員（2008-2011）。
クラドノ生まれ。カレル大学卒業。ジャーナリストとしてソ連、ドイツ、フランス、ユーゴスラビア、アメリカで取材活動を行った。1968年のプラハの春を支持していたため、ソ連の軍事介入後、党籍の剥奪およびジャーナリスト協会から追放され、警備員などの職で生計を立てることを余儀なくされた。反体制運動「憲章77」に署名した罪で、1979年から1982年まで投獄される。1989年のビロード革命後、外相に就任し、1992年まで務めた。1998年から2001年まで旧ユーゴスラビア地域担当の国連人権委員会特別報告官を務めた。2008年に上院選挙に無所属で立候補し当選した。